# Section de recherches (série télévisée)
Pour les articles homonymes, voir Section de recherches.
Section de recherches est une série télévisée policière française en 15 saisons et 169 épisodes de 52 minutes créée par Steven Bawol et Dominique Lancelot et diffusée depuis le 11 mai 2006 sur TF1.
La série est rediffusée sur TMC (chaîne de télévision) depuis le 7 mars 2018, depuis le 10 septembre 2014 sur TF1 Séries Films et sur TV Breizh depuis le 2 septembre 2014.
La série est disponible gratuitement sur TF1+ depuis le 29 décembre 2023.
Au Québec, la série est diffusée depuis le 8 janvier 2009 sur Séries+ et sur TV5, en Belgique depuis le 9 novembre 2013 sur La Une et également sur la VRT (chaîne néerlandophone), en Suisse sur TSR1/RTS Un, et en Espagne sur Paramount Network.

## Synopsis
La Section de recherches est une unité spéciale de la Gendarmerie nationale, chargée des affaires les plus complexes. À Bordeaux (de 2006 à 2013) et à Nice (de 2014 à 2022), les enlèvements, les disparitions, les crimes crapuleux ou sexuels sont le lot quotidien des enquêteurs de cette unité de recherches. À la recherche de témoins, l'équipe est habilitée à étendre ses enquêtes au-delà des frontières de la France.

## Distribution et personnages

### Acteurs principaux

#### Présents à la S.R. de Bordeaux puis à la S.R. de Nice
- Xavier Deluc : Major, puis Lieutenant, puis Capitaine, puis Commandant Martin Bernier (depuis la saison 1)
- Chrystelle Labaude : Capitaine puis Commandant Nadia Angeli, responsable TIC (saisons 1 à 11 ; invitée saison 15)
- Manon Azem : Adjudant Sara Cazanova (saisons 7 à 11 ; invitée saisons 12 à 13)

#### Présents seulement à la S.R. de Bordeaux (saisons 1-7)
- Christian Sinniger (saison 1) puis Philippe Le Dem (saisons 3-4) : Colonel Derville, chef de la Section de recherches (saisons 1, 3-4)
- Jacques Spiesser : Daniel Pérez, mortellement blessé lors d'une intervention (saison 1)
- Julien Courbey : Léon, TIC (saisons 1 et 2)
- Linda Hardy : Adjudant-chef Claire Linsky (saisons 3-4, invitée saison 15)
- Kamel Belghazi : Capitaine puis Commandant Enzo Ghemara, décédé dans une explosion (saisons 1 à 7)
- Virginie Caliari : Adjudant puis Adjudant-chef puis Major Mathilde Delmas mariée Ghemara, décédée par homicide involontaire (saisons 1 à 7, invitée saison 15)
- Jean-Pascal Lacoste : Gendarme puis Maréchal des Logis-Chef puis Adjudant, puis Adjudant-chef puis Capitaine Luc Irrandonéa (saisons 1 à 7, invité saisons 8 et 15)
- Olivia Lancelot : Lieutenant Nathalie Charlieu (saisons 1 à 7)
- Félicité du Jeu : Adjudant Fanny Caradec, assassinée (saisons 5 à 7)
- Vincent Primault : Marc-Olivier Delcroix dit Marco, alias Stéphane Leusieur, gendarme TIC et tueur en série (saisons 5 à 7, invité saisons 8-9)
- Thierry René : Colonel Royer, chef par intérim de la Section de Recherches (saison 7)

#### Présents seulement à la S.R. de Nice (saisons 8-15)
- Franck Sémonin : Lieutenant Lucas Auriol (depuis la saison 8)
- Alain Payen : Serge Briscard, Responsable du TIC (saison 8)
- Fabrice Bagni : Colonel Martel (saison 8)
- Julie Fournier : Lieutenant Roxane Janin (saisons 8 et 9)
- Stéphane Soo Mongo : Adjudant Alexandre Sainte-Rose (saisons 8 à 15)
- Félicité Chaton : Adjudant Victoire Cabral (saison 8 à 15 puis 17)
- Julie Bernard : Lieutenant Juliette Delage (saison 9)
- Raphaèle Bouchard : Lieutenant Camille Chatenet, psychologue (saisons 10 à 12)
- Marine Sainsily : Lieutenant Sophie Walle (saisons 11 et 12)
- Honorine Magnier : Lieutenant Rose Orsini, décédée par homicide involontaire (saisons 12 et 13, invitée saison 14)
- Élise Tielrooy : Capitaine Ariel Grimaud mariée Bernier, responsable TIC (depuis la saison 12)
- Fabienne Carat : Commandant Jeanne Lorieux (depuis la saison 14)

#### Procureurs
- Procureurs Bordeaux :
  - Bernard Montiel : Alain Berger, procureur (saisons 4 à 7)
- Procureurs Nice :
  - Christian Vadim : Thierry Calvi, procureur (saisons 8 et 9)
  - Marc Duret : Le procureur (récurrent saison 9)
  - Marie Piton : Florence, la procureure (saisons 10 et 11)

#### Famille Martin et Ariel Bernier
- Dorcas Coppin : Leslie Sorel, fille adoptive de Martin (saisons 8-9, 11)
- Élodie Hesme : Ariane Dugay, mère de Leslie (saisons 8 et 9)
- Valérie Kaprisky : Laura Belmont / Anabelle Imbert, ex-femme de Martin (saison 9 et 10)
- Élias Hauter : Louis, fils de Martin (saison 14)
- Delphine Rollin : Mère de Louis (saison 14)
- Tristan Zanchi : Oscar Grimaud, fils d'Ariel (saison 14)

#### Famille Mathilde Delmas et Enzo Ghemara
- Camille Boquien : Lisa Delmas, demi-sœur de Mathilde (saison 2)
- Olivier Pagès : Général Delmas, père de Mathilde et beau-père d'Enzo (saisons 5 et 7)
- Hélène Godec : Anouk Dubosc, amie d'enfance d'Enzo et mère de Léna (saisons 2-3, 7 et 15)
- Leïa Michel (saison 7) puis Maëline Vourc'h (saison 15) : Léna, fille d'Anouk et fille adoptive de Mathilde (saisons 7 et 15)

#### Famille Luc Irrandonéa
- Éric Franquelin : Roland Irrandonéa, père de Luc et amant momentané de Nadia (saisons 3-5)
- Delphine Rollin : Sandrine, cousine de Luc et nièce de Roland (saison 5)

#### Famille Nadia Angeli
- Stefan Godin : Paul, ex-mari de Nadia (saison 2)
- Didier Cauchy : Léo Grasset, compagnon de Nadia (saisons 8 et 9)

#### Famille Claire Linsky
- Charles Gilbert : Julien Linsky, fils de Claire (saison 3)

#### Famille Fanny Caradec
- Boris Terral : Laurent Croze, ex-mari de Fanny (saison 6)

#### Famille Lucas Auriol
- Imanoé Minucci (saison 8) puis Priam Rodriguez (saisons 9-12) : Elliot, fils de Lucas Auriol et Clara Castelli (saisons 8 à 12)
- Aude Candela : Clara Castelli, mère d'Elliot, décédée (saison 8)
- Diane Robert : Muriel Joliet, experte-psychiatre, ex-compagne de Clara et belle-mère d'Elliot (saisons 8 à 10 et 13)
- Maud Buquet : Nawel Berki, ancien amour de Lucas, assassinée (saisons 8 et 9)
- Vincent Martinez : Anthony Portal, truand et ancien ami de Lucas (saison 8)

#### Famille Sara Casanova
- Patrick Bouchitey : Dominique Taviani, père de Sara (saison 9)
- Alexis Loret : Michaël Varèse, demi-frère de Sara, assassiné (saison 9)
- Nicolas Van Beveren : Nathan Casanova, frère de Sara et père du bébé de Rose Orsini (saisons 13 et 14)

#### Famille Roxane Janin
- Christian Vadim : Thierry Calvi, procureur et compagnon de Roxane (saisons 8 et 9)

#### Famille Victoire (Vicky) Cabral
- Charlie Loiselier : Cloé Cabral, demi-soeur de Vicky, tuée par homicide involontaire (saison 13)
- Yann Babilée : Hervé Cabral, père de Cloé (saison 13)

#### Famille Camille Chatenet
- Fabrice Deville : Commandant Éric Chatenet, époux de Camille (saisons 11 et 12)

#### Famille Rose Orsini
- Sophie Bouilloux : Isabelle Orsini, mère adoptive de Rose, assassinée (saison 12)
- Catherine Wilkening : Commandant Fanny Colomars, mère biologique de Rose (saison 12)
- Nicolas Van Beveren : Nathan Casanova, frère de Sara Casanova et père du bébé de Rose (saisons 13 et 14)

#### Famille Jeanne Lorieux
- Benjamin Baroche : Simon Sauvageon, amant de Jeanne, assassiné (saison 14)
- Mickaël Sabbah : William Borel, ami de Simon, assassiné (saison 14)
- Mélanie Maudran : Sandrine, colocataire et amante de Jeanne Lorieux (saison 14)

## Synopsis des saisons
L'équipe originale du groupe homicide de la Section de recherches de Bordeaux est composée du major Martin Bernier, de l'adjudant Mathilde Delmas et du gendarme Luc Irrandonéa sous les ordres du capitaine Enzo Ghemara. Les techniciens en identification criminelle (TIC), dont fait partie Léon, sont dirigés par le capitaine Nadia Angeli. Le lieutenant Nathalie Charlieu est à la tête du groupe d'observation et de surveillance (GOS). La Section de recherches est dirigée par le colonel Derville.
Au début de la troisième saison, le technicien Léon ne fait plus partie du TIC et l'adjudant-chef Claire Linsky intègre le groupe, qu'elle finit par quitter dans la saison suivante pour préserver son fils. La cinquième saison apporte plusieurs changements à l'équipe : Enzo Ghemara devient le nouveau directeur de la SR en remplacement du colonel Derville, muté à l'état-major, et Martin Bernier prend la tête du groupe homicide. De nouveaux personnages font leur apparition : l'adjudant Fanny Caradec, le technicien du TIC Marc-Olivier Delcroix et le procureur de la République Alain Berger.
Au début de la septième saison, Fanny Caradec quitte la SR pour s'éloigner de Martin Bernier, puis le commandant Enzo Ghemara meurt dans une explosion à la mi-saison, et l'adjudant Sara Cazanova rejoint l'équipe. Un tueur en série faisant partie de l'équipe sera démasqué en fin de saison, après la découverte du cadavre de Fanny Caradec, assassinée.
Un an plus tard, dans la huitième saison, Martin Bernier reprend du service à la tête du groupe homicide de la Section de recherches de Nice. Sa toute nouvelle équipe est composée des lieutenants Lucas Auriol et Roxane Janin, et des adjudants Alexandre Sainte-Rose et Victoire Cabral. Après la tentative de suicide du chef du TIC, Bernier fait appel à Nadia Angeli pour le remplacer. Thierry Calvi est le nouveau procureur de la République. Au cours de la saison, l'adjudant Sara Cazanova, ancienne de la SR de Bordeaux, rejoint la nouvelle équipe de Nice.
Lors de la neuvième saison, le lieutenant Roxane Janin est blessée par balles mais survit. Elle décide alors de partir vivre à Paris avec le Procureur Thierry Calvi à la mi-saison. Le lieutenant Juliette Delage la remplace pendant une courte période.
Dans la dixième saison, le lieutenant Camille Chatenet intègre l'équipe lors de l'enquête sur le meurtre du meilleur ami de Laura Belmont au mariage de Martin Bernier. À la fin de la saison, l'adjudant Sara Cazanova est blessée lors de l'intervention dans une carrière.
Dans la onzième saison, on apprend que Sara a survécu à ses blessures mais lors de la découverte d'un cadavre, les souvenirs reviennent et elle démissionne de la Gendarmerie. Le lieutenant Sophie Walle la remplace. De plus, le commandant Nadia Angeli n'apparaît plus à l'écran à la fin de la saison.
Au début de la douzième saison, le lieutenant Lucas Auriol retrouve une ancienne collègue de la SR sur le ferry qui ramène Bernier à Nice après 6 mois de suspension, le lieutenant Rose Orsini. Après le meurtre de sa mère, celle-ci finit par reprendre son poste. Le lieutenant Sophie Walle quitte la SR pour s'occuper de son fils, ayant eu un déclic lors d'une enquête. À la suite du meurtre d'une collègue de son mari, le lieutenant Camille Chatenet utilise des moyens illégaux pour le disculper, quittant à son tour la SR. Du côté de l'identification criminelle, le capitaine Ariel Grimaud fait son entrée à la SR en remplacement de Nadia (hors-écran).
À noter que la treizième saison marquera le retour de l'adjudant Sara Cazanova le temps de quelques épisodes, en lien avec l'intrigue révélée dans les dernières minutes de l'épisode 14 de la saison 12 (la découverte d'une voiture calcinée dans un container avec un corps, et d'un message vidéo laissé par Sara Cazanova sur un portable retrouvé sur la scène du crime). La fin de saison est également marquée par un crossover avec Alice Nevers. Les épisodes sont crédités sur la saison 17 d’Alice Nevers où l'équipe de Bernier doit aider le commandant Marquand car Alice s'est fait enlever.
La quatorzième saison marque l'arrivée de Jeanne Lorieux interprétée par Fabienne Carat en tant que commandante et la mort du lieutenant Rose Orsini. Un deuxième crossover est réalisé avec Alice Nevers dans la saison 14 de Section de recherches.

## Développement
La série est développée en même temps qu'une autre série de TF1 : RIS police scientifique. La productrice décide donc de se différencier de cette série sur tous les aspects. Elle choisit de mettre en scène des gendarmes en province, son choix s'orientera sur Bordeaux, afin de pouvoir utiliser différents types de décors. De plus, elle décide de jouer la carte de l'humain, inspirée par les séries américaines comme Cold Case : Affaires classées ou FBI : Portés disparus.
La série est l'une des rares françaises à être écrite avec le procédé de la « writing room », à la manière des processus d'écriture des séries américaines. Dominique Lancelot est à la fois productrice et scénariste du programme, ce qui lui donne une position de show runner. Les scénaristes travaillent en deux ateliers pour pouvoir sortir deux scénarios à la fois. Ils se retrouvent plusieurs jours par semaine pour travailler ensemble sur un scénario. Un des scénaristes est ensuite désigné pour écrire le séquencier, un autre auteur reprend par la suite pour écrire les dialogues. Chaque scénario passe donc entre plusieurs mains avant de recevoir l'approbation du show runner pour le tournage. La série est donc écrite en flux tendu, dès qu'un épisode est finalisé, il est tourné, ce qui est assez rare pour une série française habituée à tourner par saisons. Le budget d'un épisode est de 900 000 € auxquels il faut ajouter la participation du CNC de 100 000 €, soit un budget d'un million d'euros par épisode.
En 2013, après la septième saison, la production décide d'effectuer de nombreux changements pour la saison suivante. Ils déménagent la brigade, quittant Bordeaux pour s'installer à Nice. La productrice explique que ce changement est dû à des contraintes techniques et créatives. La météo pas toujours clémente de la Gironde créait beaucoup de problèmes pour le tournage des nombreuses scènes en extérieur. Les scénaristes ayant envie de développer l'aspect feuilletonnant de la série, il fallait une météo plus clémente comme celle des Alpes-Maritimes.
Une dixième saison est commandée par TF1 pour une diffusion en 2016. La série connait alors un grand chamboulement puisqu'à l'issue de la neuvième saison, la productrice Dominique Lancelot quitte son poste de showrunner, et est remplacée par Marie Guilmineau (Les Hommes de l'ombre).
Au printemps 2021, d'après Sattelifax, TF1 aurait décidé d'arrêter la série après quatorze saisons. Un épisode spécial est diffusé pour mettre un point final à l'intrigue de la série.
Finalement, le 21 avril 2023, on apprend que la série est de retour sous forme de téléfilm double unitaire tourné à La Réunion. L'épisode est diffusé le jeudi 1er février 2024.

### Casting
En 2008, Linda Hardy intègre la distribution de la troisième saison en tant que l'adjudant-chef Claire Linsky. Elle décide de quitter la série en fin de saison suivante, en 2010, pour se concentrer sur sa famille.
En 2011, deux nouveaux personnages font leur apparition dans la cinquième saison : l'adjudant Fanny Caradec jouée par Félicité Du Jeu et le gendarme Marc-Olivier Delcroix interprété par Vincent Primault.
La septième saison connaît de nombreux changements de casting. Félicité Du Jeu quitte la série car, enceinte, elle met sa carrière entre parenthèses pour mettre au monde une petite fille. Kamel Belghazi quitte également la série à la mi-saison. Manon Azem, elle, rejoint la série peu après dans le rôle de l'adjudant Sara Casanova.
En 2013, le déménagement de la série de Bordeaux à Nice pour la huitième saison entraîne de nombreux changements dans le casting : à part Xavier Deluc, Chrystelle Labaude et Manon Azem, tous les autres acteurs (Jean-Pascal Lacoste, Virginie Caliari, Olivia Lancelot et Bernard Montiel) sont remerciés. De nouveaux comédiens font leur entrée en scène dans la nouvelle brigade : Franck Sémonin dans le rôle du lieutenant Lucas Auriol, Christian Vadim dans celui du procureur Thierry Calvi, et Julie Fournier en lieutenant Roxane Janin. Les rejoignent Stéphane Soo Mongo en adjudant Alexandre Sainte-Rose, et Félicité Chaton en adjudant Victoire Cabral. Finalement, Manon Azem réintègre le casting de la huitième saison au quatrième épisode, et les autres acteurs remerciés viennent faire des apparitions le temps d'un épisode.

### Tournage
Le tournage des six premières saisons se déroule à Bordeaux et en région Aquitaine pour les scènes extérieures et à Paris pour les scènes intérieures. Le bâtiment moderne présenté en vue aérienne comme étant le siège de la section de recherches est l'hôtel Mercure Cité Mondiale, situé Esplanade des Chartrons à Bordeaux.
Le tournage des épisodes 67 et 68 : du 3 au 20 avril à Angoulême et alentours, épisodes 69 et 70 : du 22 mai pendant 3 semaines à Angoulême et alentours, épisodes 71 et 72 : du 18 juin pour 3 semaines à Angoulême et alentours et les épisodes 73 et 74 : du 3 septembre pendant 3 semaines à Angoulême et les alentours.
Le tournage du final de la cinquième saison à La Réunion a duré 24 jours.
Le tournage de la sixième saison débute fin février 2011 pour une durée prévue de neuf mois.
Le tournage de la septième saison s'étale d'avril à décembre 2012.
Depuis la huitième saison et la relocalisation de la série à Nice, la production a installé ses studios dans une ancienne usine de parfumerie de la zone d'activités de Grasse (Alpes-Maritimes). Le tournage de la huitième saison débute en avril 2013 dans la région.
Le tournage de la neuvième saison commence le 24 mars 2014.
Le tournage de la dixième saison est prévu en deux temps: une première partie à partir de fin mars 2015, et une seconde partie de l'été jusqu'à fin décembre 2015.
Le tournage de la onzième saison a commencé en mars 2016.
Le tournage de la douzième saison a commencé le 13 mars 2017.
Le tournage de la treizième saison a commencé en août 2018, par deux épisodes en Nouvelle-Calédonie.
Le tournage de la quatorzième saison a commencé le 17 juin 2019.
Le premier téléfilm à La Réunion est tourné du 10 mai au 6 juin 2023[réf. nécessaire].
Le tournage d'une nouvelle saison débute le 22 janvier 2024 en Martinique.

### Fiche technique
Liste non exhaustive des personnes ayant travaillé sur la série
- Titre : Section de recherches
- Création : Steven Bawol et Dominique Lancelot
- Showrunner : Dominique Lancelot (saisons 1-9), Marie Guilmineau (saison 10)
- Réalisation : Gérard Marx (saisons 2-9), Éric Le Roux (saisons 4-8), Jean-Luc Breitenstein (saisons 2-3), Olivier Barma (saisons 4-5)
- Scénario : Dominique Lancelot (saisons 1-9), Sophie Baren (saisons 2-5, 9), Marie-Anne Le Pezennec (saisons 4-9), Denis Alamercery (saisons 4-5)
- Décors : Robert Voisin (saisons 1-3 et 5-7), Michel Paulin (saisons 2-3), Philippe Cabrié (saisons 4-7), Philippe Barthélémy (saisons 8-9)
- Costumes : Rose Mariani (saisons 2-4), Marie-Noëlle Van Meerbeeck (saisons 4-5 et 7), Delphine Provent (saisons 5-6 et 8-9), Nathalie Lecoultre (saison 7)
- Photographie : Michel Mandéro (saisons 3-7), Jean-Claude Aumont (saisons 2-3 et 6-7), Manuel Téran (saisons 3-4 et 8-9)
- Montage : Pascal Jauffrès (saisons 2-7, 9), Jean-Luc Thomas (saisons 3-7), Anja Lüdcke (saisons 8-9)
- Musique : Simon Cloquet-Lafollye (saisons 1-7), Guillaume de la Chapelle (saison 8), Christophe La Pinta (saison 9)
- Musique du générique : Simon Cloquet-Lafollye (saisons 1 et 2) David Salsedo (saisons 3-4), Christophe La Pinta (saisons 5-9)
- Casting : Sylvie Brocheré (saisons 1-9), Claire Marie Cuvilly-Givert (saisons 10-13)
- Production : Dominique Lancelot
- Directeur de Production : Loïc Berthézène
- Sociétés de production : Les Auteurs Associés, avec la participation de TF1 et de la RTBF (saisons 1-2)
- Sociétés de distribution : TF1 (France)
- Budget : 1 million d'euros par épisode
- Pays d'origine :  France
- Langue originale : français
- Format : couleur
- Genre : Série policière
- Durée : 52 minutes

### Diffusion internationale
- Belgique : La Une, depuis 2013
- Belgique: La VRT (sous-titres)
- France : TF1, depuis 2006
- France : TF1 Séries Films et TMC (rediffusion)
- Suisse : RTS Un
- Québec : Séries+, TV5 Québec Canada
- Allemagne : Sat.1, août 2016 – septembre 2016 (saison 8) ; sous le titre Crime Scene Riviera
- Allemagne : Sat.1 emotions, août – novembre 2016 (Saison 8-9) ; sous le titre Crime Scene Riviera
- Catalogne : TV*3
- Espagne : Movistar+ Calle 13
- Espagne : Paramount Network
- Pologne : AXN White

## Épisodes
La série comporte à ce jour dix-sept saisons. Les saisons 1 à 7 mettent en scène la Section de recherches de Bordeaux. Les saisons 8 à 18 mettent en scène la Section de recherches de Nice. En 2019, un crossover avec Alice Nevers est prévu. Cet épisode crossover a été diffusé le 16 mai 2019 sur TF1, il s'intitule Série Noire.
Chaque épisode est diffusé le jeudi à 21 h 10.
| Saison | Saison | Lieux                             | Nombre d'épisodes | Diffusion en France | Diffusion en France |
| Saison | Saison | Lieux                             | Nombre d'épisodes | Début de saison     | Fin de saison       |
| ------ | ------ | --------------------------------- | ----------------- | ------------------- | ------------------- |
|        | 1      | Section de recherches de Bordeaux | 4                 | 11 mai 2006         | 18 mai 2006         |
|        | 2      | Section de recherches de Bordeaux | 8                 | 6 septembre 2007    | 28 septembre 2007   |
|        | 3      | Section de recherches de Bordeaux | 10                | 20 novembre 2008    | 29 janvier 2009     |
|        | 4      | Section de recherches de Bordeaux | 14                | 10 septembre 2009   | 11 mars 2010        |
|        | 5      | Section de recherches de Bordeaux | 14                | 10 mars 2011        | 28 avril 2011       |
|        | 6      | Section de recherches de Bordeaux | 10                | 26 avril 2012       | 24 mai 2012         |
|        | 7      | Section de recherches de Bordeaux | 16                | 28 février 2013     | 18 avril 2013       |
|        | 8      | Section de recherches de Nice     | 12                | 27 février 2014     | 3 avril 2014        |
|        | 9      | Section de recherches de Nice     | 12                | 5 février 2015      | 19 mars 2015        |
|        | 10     | Section de recherches de Nice     | 13                | 28 janvier 2016     | 31 mars 2016        |
|        | 11     | Section de recherches de Nice     | 14                | 5 janvier 2017      | 13 avril 2017       |
|        | 12     | Section de recherches de Nice     | 14                | 1er mars 2018       | 26 avril 2018       |
|        | 13     | Section de recherches de Nice     | 14                | 7 mars 2019         | 2 mai 2019          |
|        | 14     | Section de recherches de Nice     | 8                 | 28 janvier 2021     | 11 mars 2021        |
|        | 15     | Section de recherches de Nice     | 2                 | 21 avril 2022       | 21 avril 2022       |
|        | 16     | Section de recherches de Nice     | 2                 | 1er février 2024    | 1er février 2024    |
|        | 17     | Section de recherches de Nice     | 2                 | 5 septembre 2024    | 5 septembre 2024    |
|        | 18     | Section de recherches de Nice     | 2                 | 2025                | 2025                |

## Accueil

### Réception critique
La septième saison de la série se classe 5e dans le top 10 des séries françaises les plus appréciées en 2013 avec une note de 8,5/10, selon QualiTV, le baromètre annuel de satisfaction des téléspectateurs établi par France Télévisions et Harris Interactive.
[pas clair]
Section de recherches est depuis 2015 la troisième série avec la plus forte audience en France et depuis 2016 le programme numéro 2 de TF1. En 2013, elle a fini sixième au classement des séries les plus regardées en France avec une moyenne de 6,69 millions de téléspectateurs, en 2014, elle a fini quatrième avec une moyenne de 6,93 millions de téléspectateurs, en 2015 elle fut une nouvelle fois sixième avec une moyenne de 6,55 millions de téléspectateurs, en 2016 elle fut classée troisième et nommé "espoir de TF1" permettant à la chaîne d'être dans le podium. En 2017 elle fut deuxième derrière Capitaine Marleau, en 2018 elle chute brusquement en étant dixième, en 2019 elle est classée treizième et en 2020 elle ne fut pas dans le classement des 20 séries les plus regardées en France. Malgré une faible chute auprès de la série qui n'est pas parvenue à être parmi les trois premières durant ces trois dernières années, TF1 n'altère pas la série et la laisse en programme numéro 2 de la chaîne[réf. nécessaire].

## Produits dérivés

### Sorties en DVD et Blu-ray
- Coffret DVD intégral de la saison 1, paru le 25 octobre 2007 en France[56] ;
- Coffret DVD intégral de la saison 2, paru le 5 mars 2009 en France[57].